# Lisza község
Lisza község (románul: Comuna Lisa) község Brassó megyében, Romániában. Központja Lisza, beosztott falvai Breáza, Posorta.

## Népessége
A 2011-es népszámlálás adatai alapján a község népessége 1744 fő volt.